# Беата Острозька
Беата Острозька з Косцелецьких (Костелецьких; пол. Beata Ostrogska z Kościeleckich, 1515 — 1576) — позашлюбна донька польського короля Сигізмунда I Старого, дружина князя Іллі Острозького, мати Гальшки Острозької.

## Життєпис
Беату з Косцелецьких (Костелецьких) народила фаворитка короля Сиґізмунда І Старого, Катерина Тельничанка (в шлюбі Косцелецька — дружина маршалка надвірного коронного Анджея Косцелецького). Виховувалась разом з королівнами при дворі дружини Сиґізмунда І Бони Сфорци, яка приділяла їй багато уваги, тому виникали чутки, що вона могла бути дочкою короля.
3 лютого 1539 року відбувся її шлюб з нащадком давнього українського князівського роду Іллею Острозьким, який помер після переїзду подружжя в Острог через кілька місяців. Князь Ілля записав їй, зокрема, замки у Степані, Сатиєві, Хлопотині. Через 3 місяці після його смерті Беата народила дочку Гальшку.
Вдруге вступила в шлюб з сєрадзьким воєводою, ймовірним винуватцем загибелі князя Дмитра Вишневецького, Альбрехтом Лаським, молодшим за неї на 21 рік. Він вивіз її до свого замку Кежмарок на Пряшівщині (сучасна Словаччина), де змусив переписати всі її статки на себе. Після цього ув'язнив у замку, утримуючи замкненою у кімнатах, обмежуючи у одязі, їжі. Вона благала допомоги у польського короля, імператора, Анни Ягеллонки, Острозьких, але через заангажованість Ласького у багатьох авантюрних походах, які він фінансував з її статків, ці прохання залишались без розгляду до 1573 року. Тоді виявилось, що Ласький встиг знову одружитись з француженкою Сабіною де Саве, через що імператор наказав старості Верхньої Угорщини (Словаччини) Ройбнеру провести розслідування. Той підтвердив, що Беата і її прислуга живуть у крайній скруті — лист до імператора мусила писати розведеною у воді сажею через відсутність чорнила. На той час Василь Костянтин Острозький зміг домогтись повернення маєтностей свого брата Іллі Острозького, Беата обіцяла зректись усіх претензій до А. Ласького. 1576 р. староста Ройбнер домігся її переїзду до Кошиць, де вона надалі перебувала під вартою.
Померла невдовзі після 24 липня 1576 року, була похована в костелі міста Кежмарок.